# 贊布羅塔 (明尼蘇達州)
贊布羅塔（英語：Zumbrota）是一個位於美國明尼蘇達州古德休縣的城市。

## 人口
根據2020年美國人口普查的數據，贊布羅塔的面積為7.33平方千米，當中陸地面積為7.31平方千米，而水域面積為0.02平方千米。當地共有人口3726人，而人口密度為每平方千米508人。